# الناقل 2 (فلم)
الناقل 2 و(بالإنجليزية Transporter 2) هو فيلم أكشن إنتاج فرنسي تم عرضه عام 2005 كجزء الثاني لفيلم الناقل من إخراج لويس ليترير وبطولة الممثل الإنجليزي جيسون ستاثام وأمبير فاليتا وماثيو مودين واليساندرو جاسمان ومن توزيع تونتيث سينتشوري فوكس وتوتشستون بيكشرز وأيروباكورب ويدور حول فرانك مارتين (جيسون ستاثام) -السائق المحترف - الذي يقاوم اختطاف الطفل (هنتر كلارى) المكلف بتسليمه من قبل مجموعة مسلحة تستخدم الطفل لنقل فيرس مميت الي والده(ماثيو مودين).

## وصلات خارجية
- مقالات تستعمل روابط فنية بلا صلة مع ويكي بيانات